# John Fitzgerald, Baron Fitzgerald
John David Fitzgerald (FitzGerald), Baron Fitzgerald PC (* 1. Mai 1816 in Dublin; † 16. Oktober 1889) war ein irisch-britischer Politiker der Liberal Party und Jurist, der mehrere Jahre Abgeordneter im House of Commons sowie zuletzt als Lord of Appeal in Ordinary aufgrund des Appellate Jurisdiction Act 1876 als Life Peer auch Mitglied des House of Lords war.

## Leben
Nach dem Schulbesuch absolvierte Fitzgerald ein Studium der Rechtswissenschaften und erhielt 1838 seine anwaltliche Zulassung bei der irischen Rechtsanwaltskammer von King’s Inns in Dublin. Im Anschluss nahm er eine Tätigkeit als Barrister auf und wurde bereits 1847 mit dem Titel eines Kronanwalts (Queen’s Counsel) in Irland ausgezeichnet.
Am 7. Juli 1852 wurde er als Kandidat der Liberalen Partei zum Abgeordneten in das House of Commons gewählt und vertrat in diesem bis 1860 den Wahlkreis Ennis. Während seiner Parlamentszugehörigkeit war Fitzgerald, der 1856 auch Mitglied des irischen Privy Council wurde, zwischen 1855 und 1856 erst Solicitor General sowie anschließend von 1856 bis 1858 erstmals Generalstaatsanwalt (Attorney General) von Irland. Zwischen 1859 und 1860 war er zum zweiten Mal irischer Attorney General.
Nach seinem Ausscheiden aus dem House of Commons wurde Fitzgerald 1860 als Richter an das irische Gericht für Zivilsachen (Court of Queen’s Bench), einem der sogenannten Four Courts, berufen und wirkte dort bis 1882.
Zuletzt wurde Fitzgerald durch ein Letters Patent vom 23. Juni 1882 aufgrund des Appellate Jurisdiction Act 1876 als Life Peer mit dem Titel Baron Fitzgerald, of Kilmarnock in the County of Dublin, zum Mitglied des House of Lords in den Adelsstand berufen und wirkte bis zu seinem Tod 1889 als Lordrichter (Lord of Appeal in Ordinary). Darüber hinaus erfolgte 1882 seine Aufnahme als Mitglied in den britischen Privy Council.